# Mokofi
Mokofi  è un comune del Ciad situato nel dipartimento di Garada, provincia di Guéra.